# Korbar
Korbar je priimek v Sloveniji, ki ga je po podatkih Statističnega urada Republike Slovenije na dan 1. januarja 2010 uporabljalo 304 oseb.
- Andrej Korbar (*1936), strojni inženir-ladjedelničar na Hrvaškem
- Avgust Korbar (1867 - 1956), učitelj, šolnik, ur. (Avgust Korbar ml. 1902-1969, dr.)
- Boštjan Korbar (*1962), filmski režiser, scenarist, montažer
- Francè Korbar, klasični filolog
- Franc Korbar (1938 - 2022), narodnozabavni glasbenik, trobentar, pevec, aranžer
- Jelka Korbar-Šmid (*1934), farmacevtka, univerzitetna profesorica
- Magda Korbar Koren, pevka
- Mirjam Korbar (*1964), igralka
- Nikolaj Korbar, računalnikar
- Pia Korbar, filmska igralka
- Rajko Korbar (1925 - 2013), fizik, slikar?
- Slavko Korbar (1932 - ?), inž gozdarstva, politični delavec, 1978-90 urednik revije Obramba